# Arnold Loyacano
Arnold „Deacon“ Loyacano (* 13. August 1889; † Oktober 1962 in Louisiana) war ein US-amerikanischer Jazz-Bassist und Pianist des New-Orleans-Jazz und Chicago-Jazz.
Loyacano spielte in New Orleans mit Papa Jack Laine und ging früh mit Tom Brown 1915 nach Chicago (als einer der ersten Jazzmusiker). Er spielte bei den New Orleans Rhythm Kings (als Vorgänger von Steve Brown).
Von 1919 bis 1953 war er im Bereich des Jazz bei vier Aufnahmesessions beteiligt.